# Gatubrunn

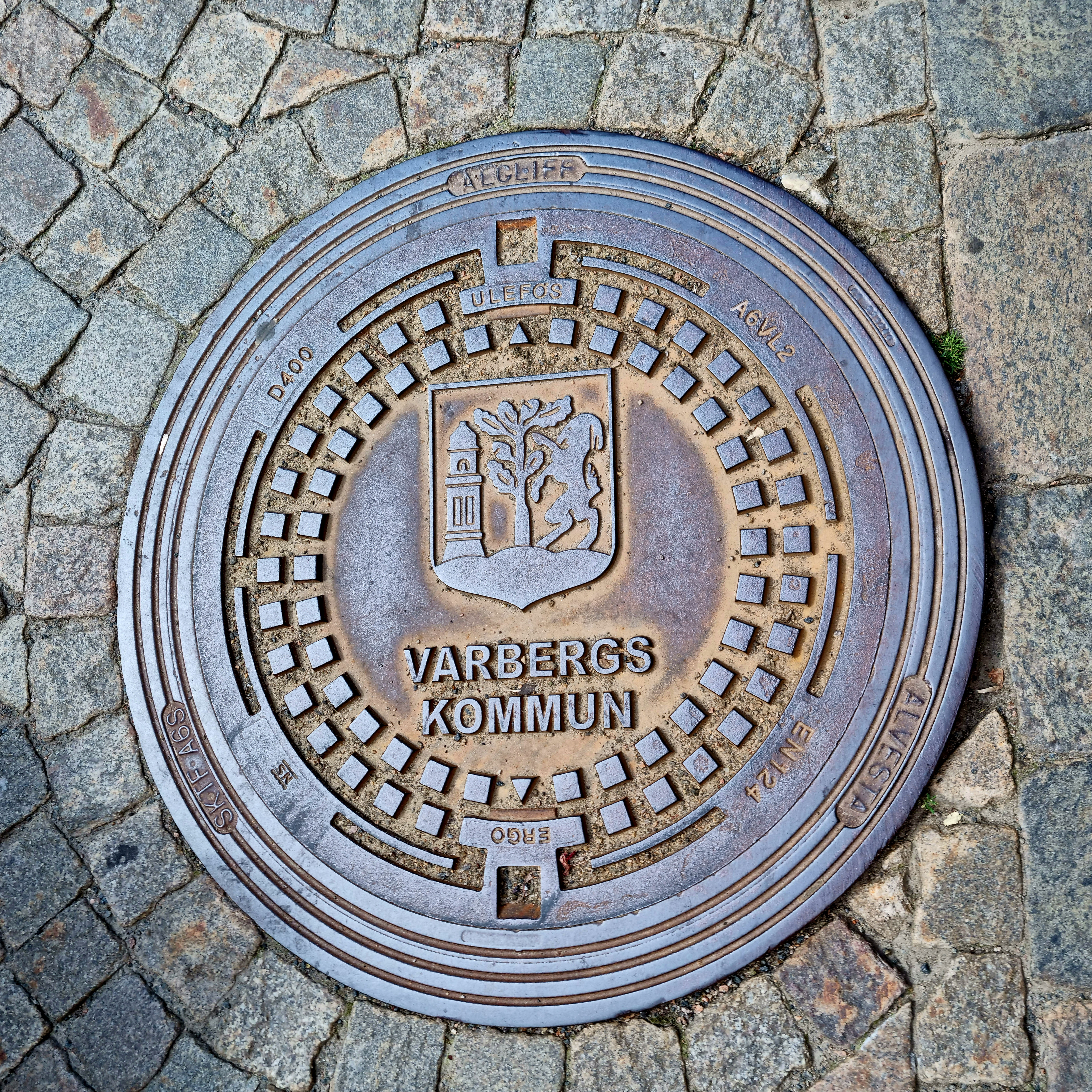
Gatubrunnslock på gata i Varberg.

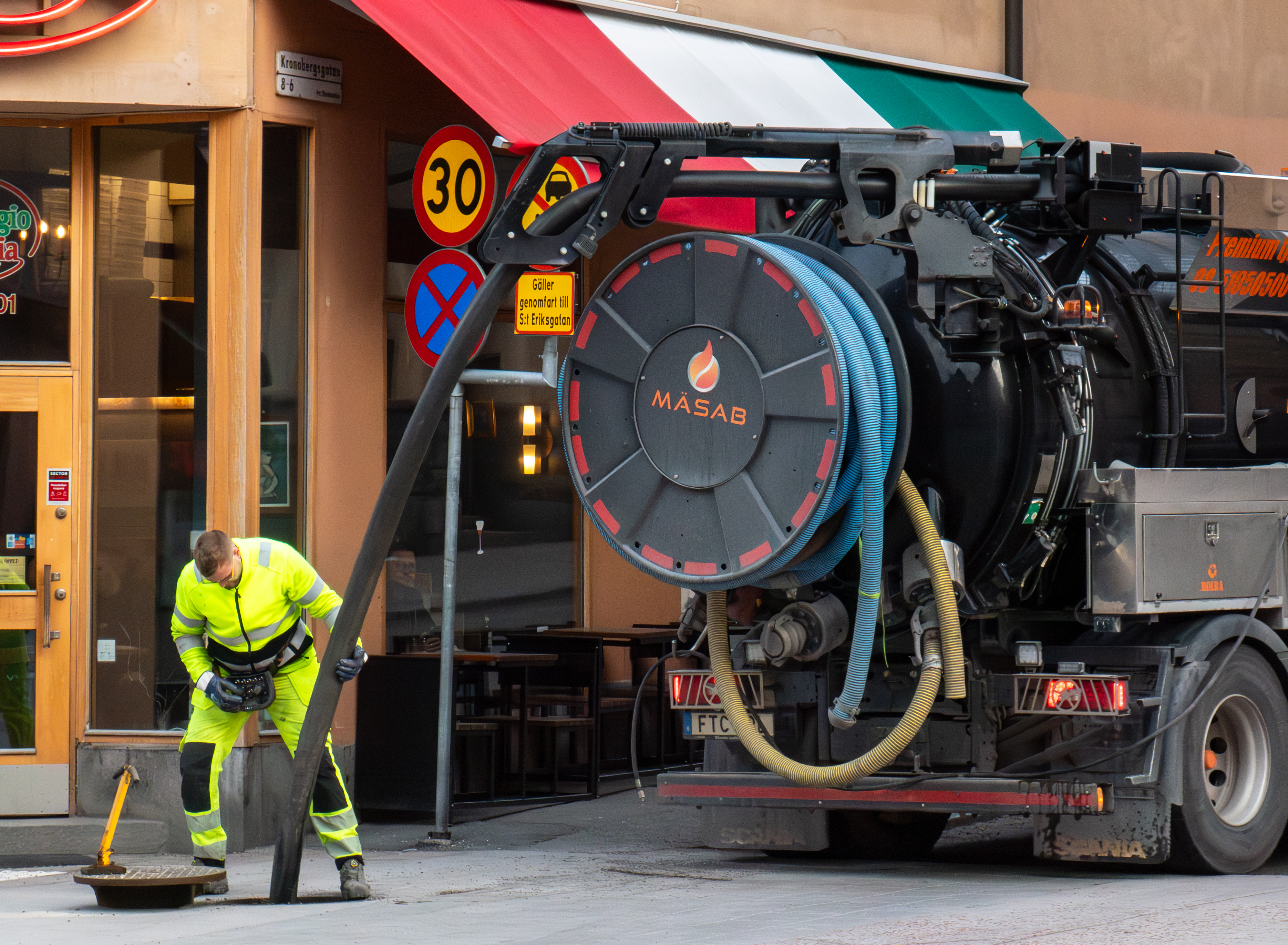
Slamsugning av gatubrunn i Stockholm 2024.

En gatubrunn, ofta även benämnd dagvattenbrunn, är en öppning i gatan i stadsmiljöer, ofta täckt av en rund manhålslucka i gjutjärn. Gatubrunnen ger åtkomst till något av de underjordiska servicenätverk som täcker de flesta städer. Märkningen på manhålsluckan anger vilken typ av gatubrunn det rör sig om.

## Etymologi
Ordet finns belagt i skrift sedan 1886 i Sundsvallsposten, och sedan 1865 i GHT.